# Accidente aéreo del Bombardier Challenger 604 de 2018
El 11 de marzo de 2018, el Bombardier Challenger 604 privado de la compañía turca Başaran Holding se estrelló en las Montañas Zagros cerca de Shahr-e Kord, en Irán, durante un vuelo desde Emiratos Árabes Unidos hacia Turquía. Los ocho pasajeros y los tres tripulantes fallecieron.

## Accidente

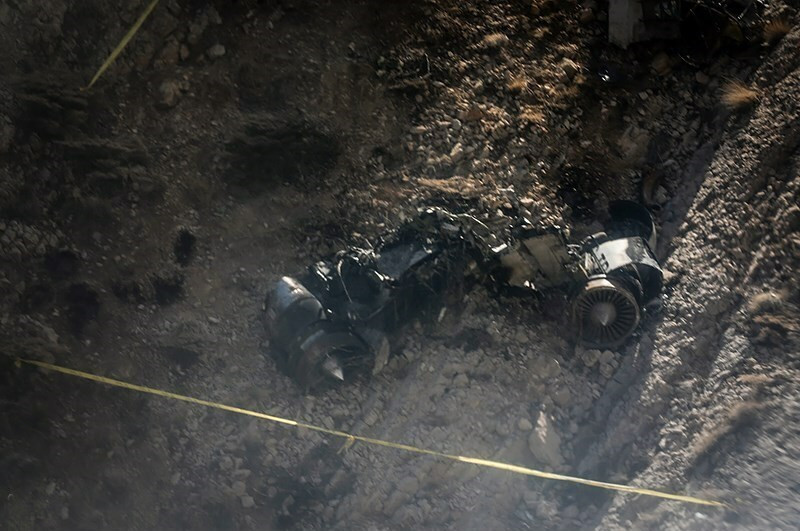
Parte de los restos del TC-TRB

La aeronave, registrada como TC-TRB, partió del Aeropuerto Internacional de Sharjah en los Emiratos Árabes Unidos, alrededor de las 17:11 (GMT+4) con destino fijado en el Aeropuerto Internacional Atatürk, en Estambul, Turquía. La tripulación estaba conformada por dos pilotos y una azafata. El capitán había sido piloto para Turkish Airlines en el pasado, mientras que la copiloto tenía un entrenamiento militar en aviación, siendo una de las primeras pilotos mujeres en las fuerzas armadas turcas.
El avión alcanzó su altitud de crucero justo por encima de los 35 mil pies de altura. Alrededor de las 18:01 (GMT+4), poco antes de registrar el último contacto, la tripulación reportó problemas técnicos y solicitó a control aéreo descender a una altitud menor. La aeronave comenzó a elevarse poco antes de comenzar a perder altitud. A las 18:09 (GMT+4) se estrella en las Montañas Zagros, cerca de Shahr-e Kord, a unos 370 km al sur de Teherán, capital de Irán. Las once personas a bordo fallecieron. Uno de los testigos reportó que vio la aeronave en llamas antes de estrellarse.

## Víctimas
El avión transportada a un grupo de ocho amigas que retornaban de una despedida de solteros en Dubái. Entre las víctimas estaba Mina Başaran, hija del líder de Başaran Holding, Hüseyin Başaran, y miembro del consejo de administración de dicha compañía.

## Operaciones de rescate

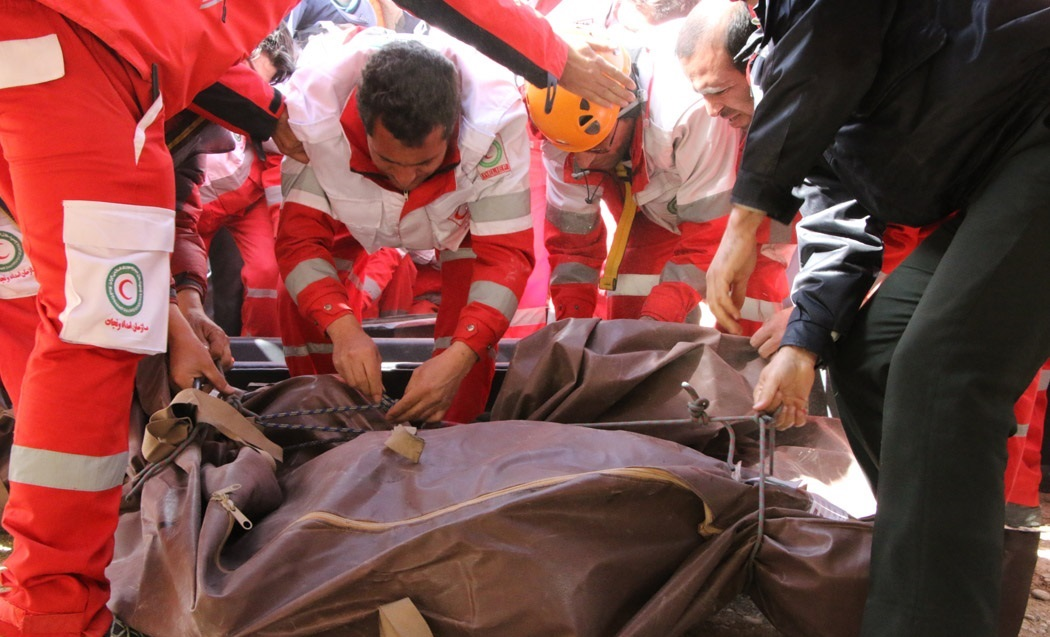
Trabajos de búsqueda y rescate en la escena.

Pueblerinos locales vieron una columna de humo ascendiendo del lugar del accidente y fueron los primeros en llegar al lugar del accidente. Los equipos iraníes de búsqueda y rescate arribaron más tarde y encontraron los cuerpos calcinados de las víctimas. Las malas condiciones climáticas al momento del accidente dificultaron las operaciones. Una de las víctimas aún no había sido encontrada.
Los cuerpos recuperados fueron trasladados en helicóptero hacia Teherán.
Turquía envió personal de emergencia en un avión militar para prestar asistencia. La identificación de los cuerpos requirió pruebas de ADN.
Tras ser identificados por las autoridades iraníes, los cuerpos de diez de las víctimas, fueron trasladados a Estambul por el ejército turco y entregados a sus familiares. La Organización de Medicina Legal de Irán declaró que los restos del capitán de la nave no estaba entre los cuerpos recuperados.

## Investigación
Las dos cajas negras de la aeronave (registro de información de vuelo y registro de voz) fueron recuperadas para su análisis.
En septiembre de 2018, la Junta de Investigación de Accidentes Aéreos de Aviación Civil de Irán autorizó la publicación preliminar de un reporte que indicaba que, un poco antes de alcanzar la altitud de crucero, una discrepancia entre los indicadores de velocidad de la nave mostradas a los pilotos fue evidente, con uno de los indicadores mostrando un exceso de velocidad. El poder de los motores fue reducido y enseguida las alertas se activaron. Seguidamente el avión se frenó y comenzó a caer en picada mientras que los motores se incendiaban. El control de la aeronave no pudo ser recuperado y esta se estrelló en la ladera de la montaña.